# Messeis aspera
Messeis aspera är en insektsart som först beskrevs av  1904.  Messeis aspera ingår i släktet Messeis och familjen vedstritar. Inga underarter finns listade i Catalogue of Life.